# Azorubina
L'azorubina o carmoisina, E122, nella codifica europea degli additivi alimentari è un colorante azoico sintetico, di colore rosso con sfumature bluastre.

## Uso
L'azorubina è aggiunta nelle bevande, nei budini, nei prodotti di confetteria e nelle caramelle, nei gelati, nelle gomme da masticare, nelle conserve di frutta.

## Permessi
Questo colorante è proibito in Austria, in Norvegia ed in Giappone. Le associazioni dei consumatori australiane hanno incluso l'azorubina nel gruppo di allergeni alimentari pericolosi per la salute, specie per le persone asmatiche e intolleranti all'aspirina (e ai farmaci antifebbrili e antinfiammatori).

## Dose Giornaliera Accettabile (FAO/OMS)
DGA = 4 mg/kg di peso corporeo.